# Professore

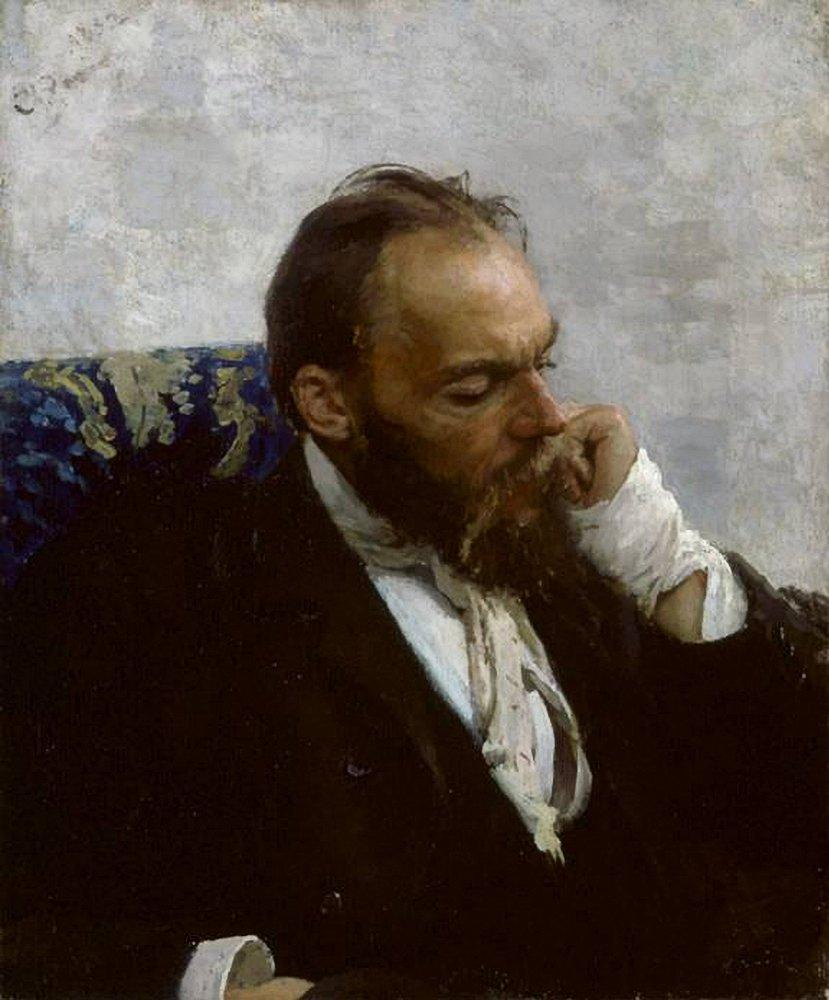
Repin, Ritratto del Professor Ivanov, 1882, Ateneum di Helsinki

Professore o professoressa (abbreviato prof. o al femminile prof.ssa) è un titolo che designa i docenti o gli eruditi esperti in un settore o in una disciplina e che esercitano attività di insegnamento, soprattutto nel campo dell'istruzione superiore o accademica.

## Uso del termine
In Italia viene usualmente attribuito a chi insegna almeno in una scuola secondaria, segna una figura professionale che appartiene all'ambito dei lavoratori della conoscenza ed opera principalmente nell'ambito delle istituzioni dell'educazione formale come risorsa umana appartenente ad uno specifico progetto educativo.
Il termine è usato, in maniera errata, anche per qualsiasi musicista professionista che suoni in un'orchestra di musica classica, specie sinfonica: in tali casi la qualifica esatta è appunto "professore d'orchestra".

## Nel mondo

### Francia
In francese il termine è usato sia per le scuole secondarie che per le scuole primarie, nella forma professeur des écoles.

### Germania
In tedesco il termine Professor ha un significato analogo a quello italiano in Austria, mentre in Germania è limitato, oggi, ai professori universitari; con riferimento al liceo lo si trova nella letteratura fino ai primi del XX secolo.

### Italia
Il titolo di professore viene comunemente usato per gli insegnanti di entrambi i gradi della scuola secondaria, sia di ruolo che supplenti, nonché per i docenti universitari. A norma di legge, tuttavia, chi insegna nelle scuole secondarie è designato come insegnante e non professore, termine che è riservato ad alcune figure (non tutte) che insegnano nell'istruzione terziaria (universitaria).
Nell'università, sono titolari della qualifica di professore i professori di ruolo di prima fascia, cioè straordinari e ordinari, e di seconda fascia, vale a dire associati. I ricercatori a tempo indeterminato del ruolo ad esaurimento che siano stati per tre anni consecutivi affidatari di insegnamento possono ricevere dagli organi accademici la nomina a professori aggregati. Infine, esistono i professori a contratto, soggetti esperti esterni all'università ai quali è affidato un insegnamento o parte di esso mediante contratto di diritto privato, con un unico gettone forfetario (prima della legge 240/2010 potevano essere anche a titolo gratuito). Nelle università in Italia nell'a.a. 2021/2022 sono in servizio 36.825 professori con stipendio (14.027 ordinari e 22.798 associati) e 31.685 professori a contratto senza stipendio. 

### Regno Unito
Il titolo di "Professor" riservato agli studiosi che, dopo aver intrapreso una carriera accademica presso una università nel Regno Unito, abbiano ottenuto una cattedra prestigiosa.

### Stati Uniti d'America
Il termine "Professor" negli USA si riferisce a un gruppo di educatori a livello di college e università, come anche agli Assistant professors, Associate professors. Esso implica generalmente un titolo ufficialmente conferito da un'università o college per i docenti con un dottorato di ricerca, o con il più alto grado non accademico. 
Il termine è spesso usato per riferirsi a chiunque insegni a livello di college, indipendentemente dal rango o grado. In alcune scuole superiori senza un sistema di classificazione formale, agli istruttori è concesso il titolo di cortesia di "professore".

### Spagna
Il termine profesor in spagnolo è usato per gli insegnanti dell'università e della scuola secondaria, ma in America Latina si può anche riferire agli insegnanti di primaria.

## Professore emerito
In quasi tutti i Paesi, all'interno degli Istituti di insegnamento di livello universitario, esiste la figura di Professore Emerito (dal Latino Emeritus, ma la designazione varia da lingua a lingua), cui è attribuita la più elevata caratura della carriera accademica.
 L'appellativo viene generalmente conferito a titolo onorifico, al pensionamento, come riconoscimento di particolari meriti accademici.
In Italia il titolo di Professore Emerito può essere conferito dalle Università ai professori ordinari che siano stati collocati a riposo o dei quali siano state accettate le dimissioni, qualora abbiano prestato almeno venti anni di servizio in qualità di professori ordinari; nel caso detto periodo sia stato di almeno quindici anni, il titolo che può essere conferito è quello di professore onorario. Ai professori Emeriti ed Onorari non competono particolari prerogative accademiche. Tali figure sono state definite dal Regio Decreto 31 agosto 1933 n. 1592. Per tradizione il titolo di Professore Emerito è attribuito unicamente a professori che, oltre ad avere i requisiti richiesti, si siano particolarmente distinti per particolari contributi originali d’ordine scientifico o per meriti didattici o accademici.